# Deutzer Schiffbrücke
Die Deutzer Schiffbrücke verband von 1822 bis 1915 als Pontonbrücke die Rheinufer zwischen Deutz und Köln.

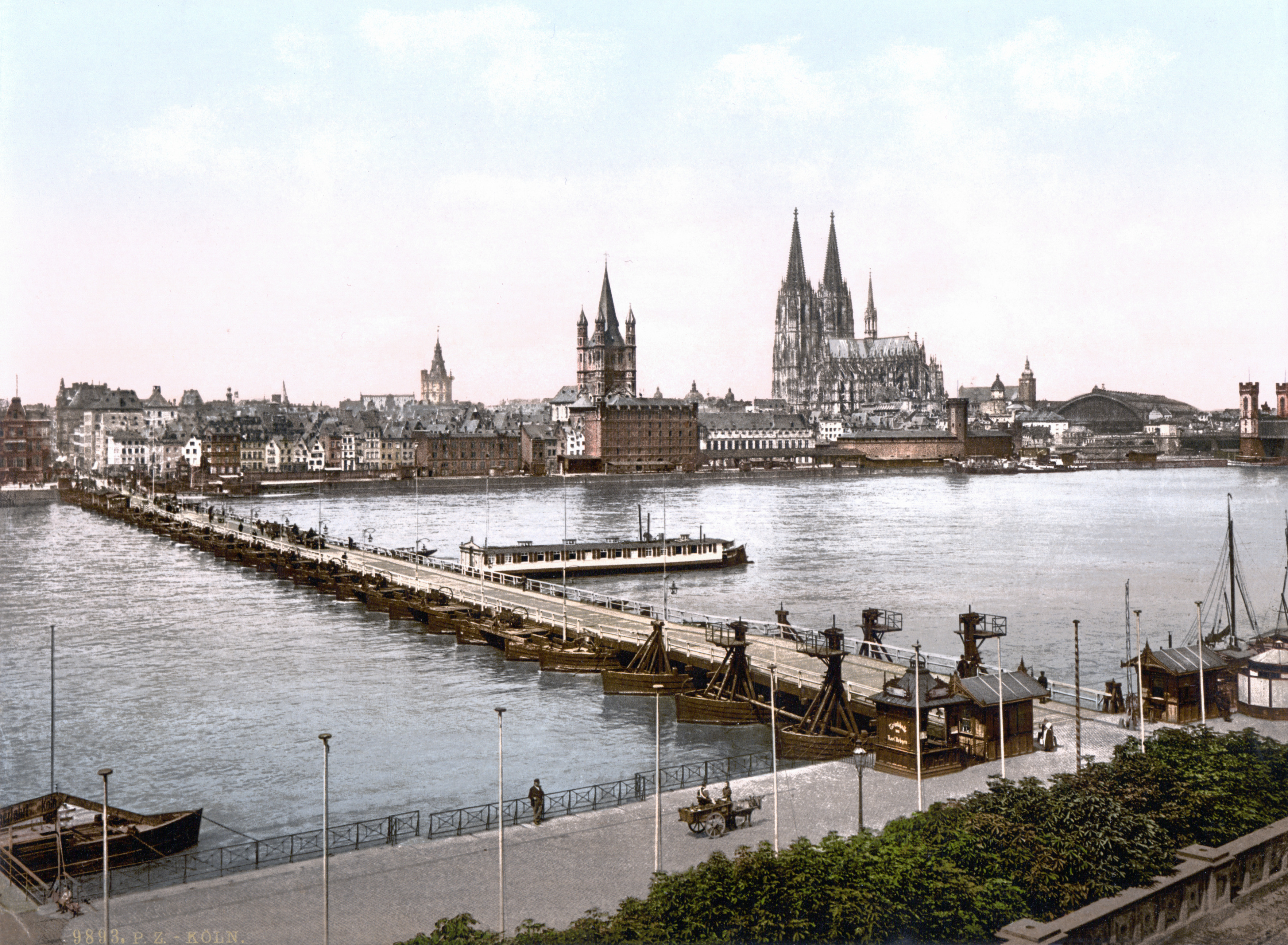
Schiffbrücke Deutz

## Geschichte

### Vorgeschichte
Bereits in römischer Zeit (im Jahr 315) wird eine feste Brücke erwähnt, die Konstantinbrücke vom Markttor Obenmarspforten zum gegenüberliegenden Deutzer Kastell. Ab dem 5. Jahrhundert verfiel diese Brücke, so dass der Kölner Erzbischof Bruno (935–965) den Abbruch der Brücke veranlasste. Der Verkehr zwischen den rechts- und linksrheinischen Ufern war nur mehr mit Booten möglich. Seit 1674 war Köln mit der anderen Rheinseite mit einer Fährverbindung, der Deutzer Gierponte (einer fliegenden Brücke (Gierponte)), verbunden. Lange wehrten sich die Fährbetreiber der Gierponte gegen Pläne, eine feste Brücke über den Rhein zu schaffen, denn dies bedeutete den Wegfall der Fähreinnahmen.

### Schiffbrücke von 1822 bis 1915
Auf Order des preußischen Königs Friedrich Wilhelms III vom 6. Dezember 1821 wurde eine stehende Rheinbrücke, die Schiffbrücke, errichtet und am 16. November 1822 feierlich mit militärischen Ehren eingeweiht. Sie war nach 900 Jahren die erste Brücke, die die neuen Landesteile, die links- und rechtsrheinischen Teile des Rheinlands sowie Westfalen miteinander verband. Endpunkte der Schiffbrücke waren auf der Kölner Seite die Markmannsgasse und auf der gegenüberliegenden Seite zuerst die Inselstraße, später die Deutzer Freiheit. Die Schiffbrücke bot gegenüber einer konventionellen Brücke den Vorteil, dass der Verkehr ohne die üblichen Auf- und Abfahrten direkt zu den Stadtteilen führte. Nachteilig dagegen war jedoch, dass die Brücke für Passanten wegen des Schiffsverkehrs zeitweise gesperrt werden musste. Bei Hochwasser und Eisgang musste die Schiffbrücke abgebaut werden. Dafür sollte ein Winterhafen in Deutz am „Schnellert“, einen Rhein-Altarm, eingerichtet werden. Anfänglich wehrte sich die preußische Festungskommandantur aus „fortifikatorischer Hinsicht“ dagegen, er wurde dann aber doch 1823 eingerichtet.
Im ersten Stadtführer Kölns, „Köln und Bonn mit ihren Umgebungen“ von 1828 hat man die Konstruktion der Schiffbrücke näher beschrieben, sie wurde dort „stehende Rheinbrücke“ genannt. Länge der Brücke 1250 Fuß, Breite 24 Fuß. Insgesamt ruhte die Brücke auf 39 Pontons: davon 6 für die Landbrücke, 2 für die Klappschiffe, 4 für die beiden Durchlassjoche und 27 für die jeweils 9 größeren Joche. Mit den zwei – später vier – Durchlassjochen konnte die Brücke für den Schiffsverkehr geöffnet werden, anfänglich unter Einsatz von Körperkraft, später mit Hilfe von Gasmotoren. Jedes Joch besaß eine Winde und ein Ruder und konnte somit manövriert werden. Beleuchtet wurde die Brücke abends mit 20 Petroleumlampen. Wegen des zunehmenden Verkehrs hat man die Brücke von 1871 bis 1873 erweitert, indem man rechts und links einen Fußgängersteg von 1,80 m Breite anfügte. Da man die Uferbefestigungen und Hafenanlagen von Köln (1890–1898) und Deutz (1881–1907) ausbaute, wurde die Brücke dadurch insgesamt um 34 m kürzer. Die Brücke wurde anfänglich täglich dreimal, in den Folgejahren bis zu 36 mal am Tag für den Schiffsverkehr geöffnet. Fußgänger zahlten ein Brückengeld von 2 Pfennigen, Fuhrwerke und Schiffe entsprechend mehr. Auf Grund des zunehmenden Schiffsverkehrs und dementsprechend häufigen Schließungen der Brücke nutzten die Passanten später stattdessen zunehmend die parallel verlaufenden Fährverbindungen mit Dampfbooten.
1913 bis 1915 wurde 50 Meter weiter südlich die Deutzer Hängebrücke errichtet, später Hindenburgbrücke genannt. Sie machte die alte Schiffbrücke unnötig, so dass man diese im September 1914 abbaute, nach Linz verschiffte und dort am 1. Oktober 1914 in Betrieb setzte. Sie diente als Kriegsbrücke und wurde am 4. März 1915 abgebaut. Über den Verbleib der Schiffs- und Zubehörteile ist nichts bekannt.

## Rund um die Brücke

### Kölner Ufer

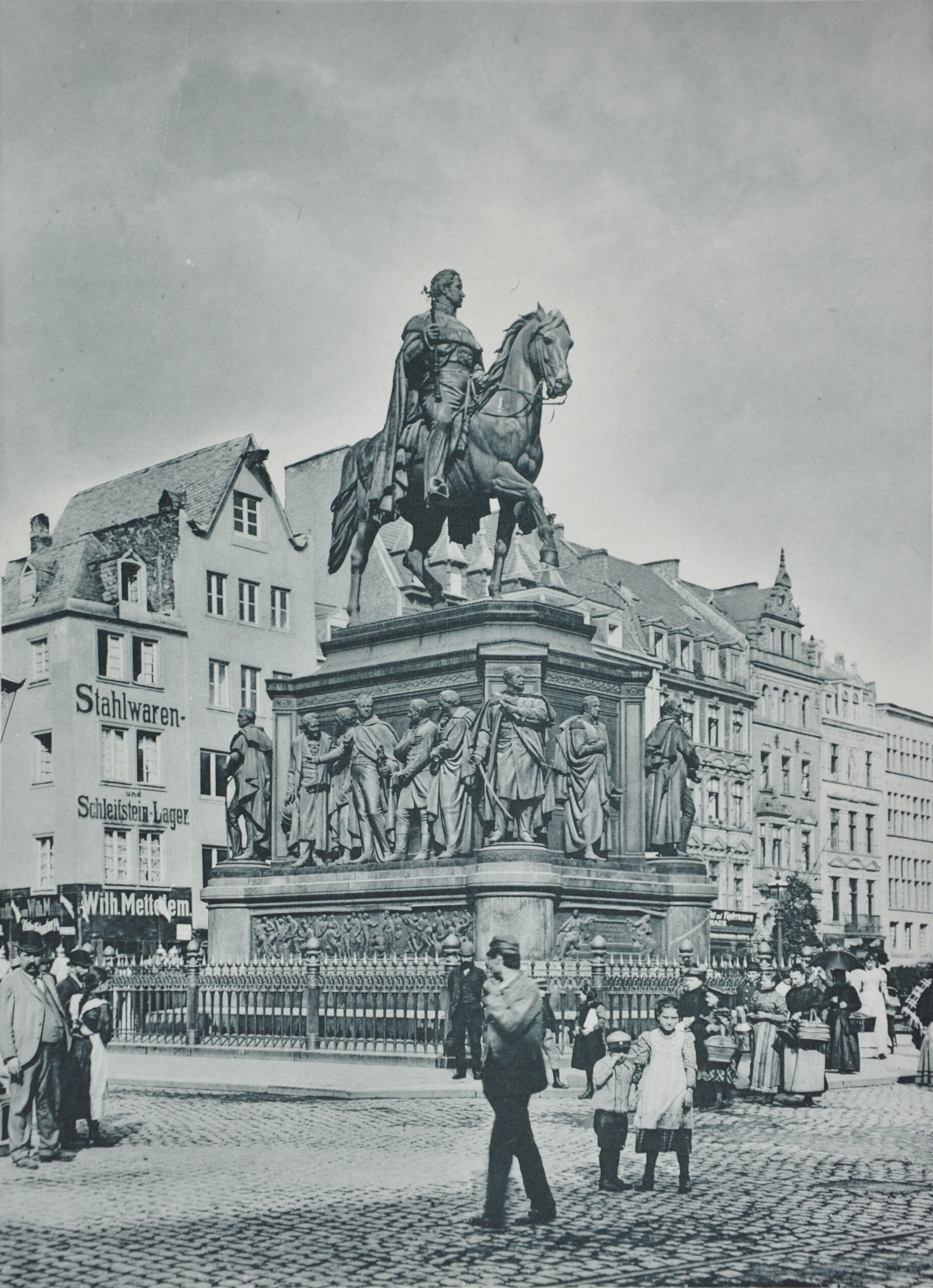
Denkmal König Friedrich Wilhelm III., Heumarkt Köln

Die Schiffbrücke mündete auf der Kölner Seite an der Markmannsgasse (später Friedrich-Wilhelm-Straße) die ursprünglich nur 3 Meter breit war, aber 1824 verbreitert wurde. Über Heumarkt und Obenmarspforten gelangte man dann weiter zur Hohen Straße. Aus Dankbarkeit für die Zugehörigkeit zu Preußen wurde 1878 am Heumarkt ein Denkmal Friedrich Wilhelms III. eingeweiht. So hatte man nach Verlassen der Schiffsbrücke stets das Denkmal in Sichtweite.

### Deutzer Ufer

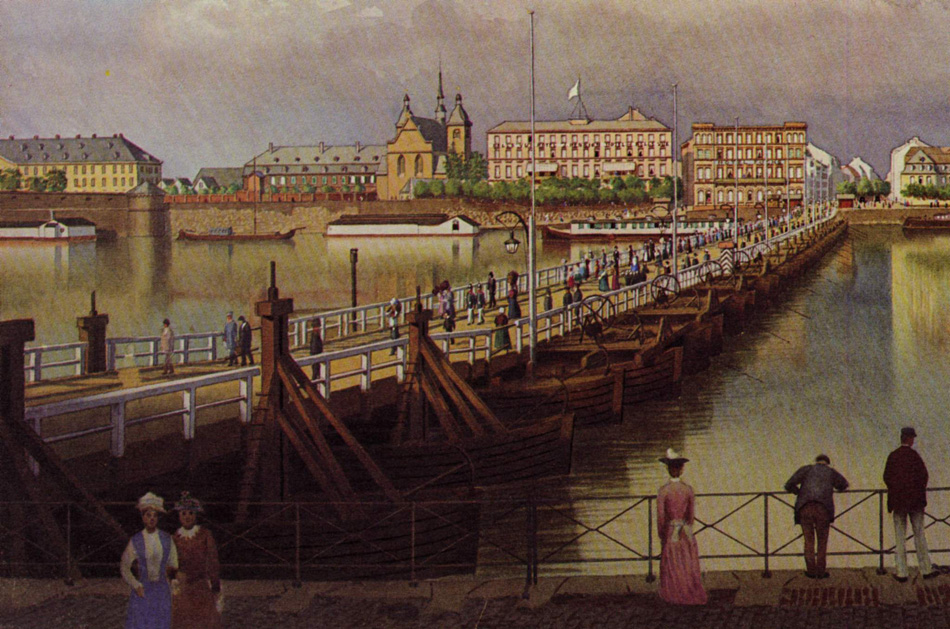
Köln-Deutz mit Schiffbrücke, Zustand vor der Eisenbahntrasse, Wilhelm Scheiner

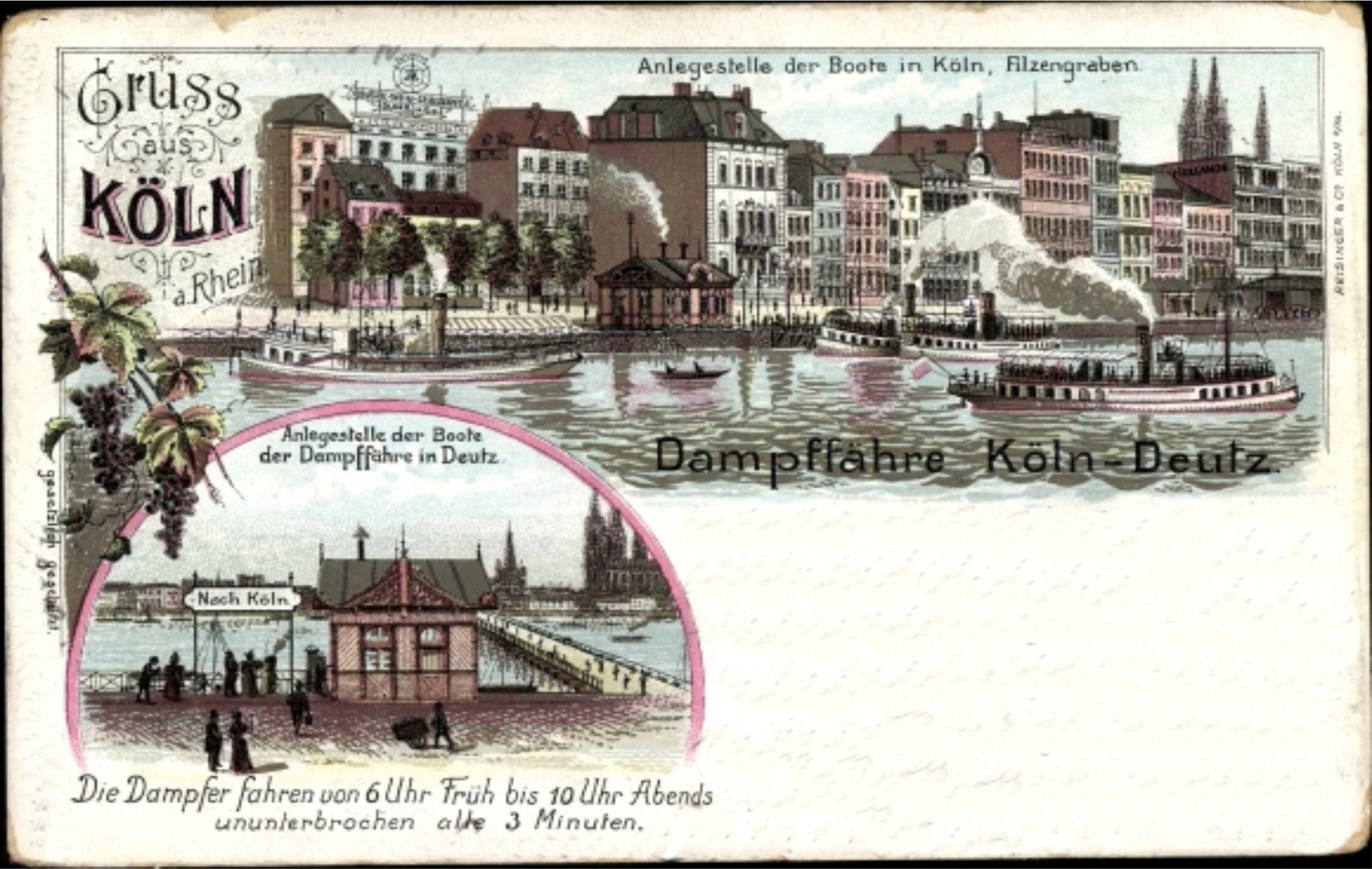
Düxer Böötche

Am Deutzer Ufer endete die Schiffbrücke zuerst an der Inselstraße, 1835 wurde der Anlegeplatz dann an die Deutzer Freiheit verlegt. Der Bau der Schiffbrücke beeinflusste nicht unerheblich den wirtschaftlichen Aufschwung von Deutz. Zum Beginn des 19. Jahrhunderts war Deutz ein idyllischer Ausflugsort. Gern spazierten die Kölner über die Schiffbrücke und amüsierten sich auf der Deutzer Seite, wo sich beliebte Gaststätten und Hotels befanden, wie das Hotel Bellevue, das Hotel Fuchs und die Gaststätte Prinz Carl, die einen unverstellten Blick auf das Kölner Panorama erlaubten.

### Deutzer Eisenbahnjammer

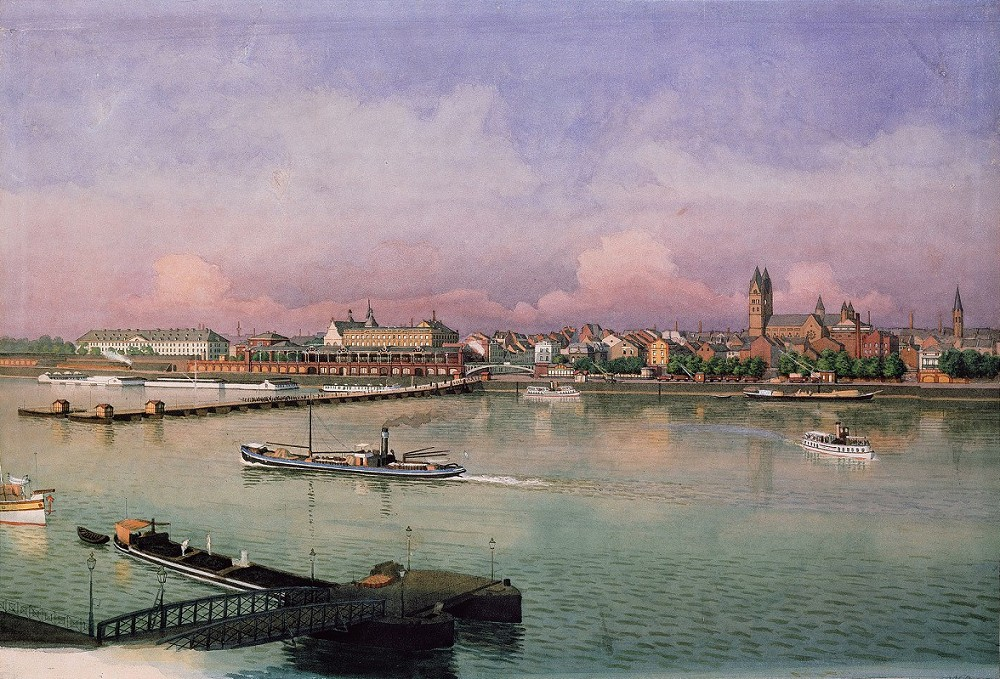
Ansicht von Deutz, Wilhelm Scheiner

Die schöne Aussicht nach Köln wurde 1882 durch den sogenannten Deutzer Eisenbahnjammer zerstört, denn die Bergisch-Märkische Eisenbahngesellschaft baute eine Eisenbahntrasse, die die Stadt Deutz vom Rheinufer trennte. Direkt am Ende der Deutzer Freiheit wurde der "Bahnhof Schiffbrücke" 1882 eingerichtet und das ehemalige Hotel Bellevue als "Bahnhotel Belle-Vue" umgewandelt. Die Bergisch-Märkische-Eisenbahn entschloss sich einige Jahre später die Bahnstrecke, vom Bahnhof „Schiffbrücke“ aus, ab 1885 weiter in Richtung Süden zu verlängern, die dann in einem Bogen zum am 1. Juni 1886 eröffneten Bahnhof Kalk-Süd führte. Dazu musste ein weiterer Bahndamm entlang des Deutzer Ufers und eine Brücke über die Deutzer Freiheit gebaut werden. Zwei beliebte Deutzer Hotels, wie das "Hotel Fuchs" und das "Prinz Carl", wurden dafür geopfert.

#### Pendelverkehr mit dem „Düxer Böötche“
Da die Deutzer Schiffbrücke für Passanten oft wegen des Schiffsverkehrs geschlossen wurde, konnte man ersatzweise eine Fähre von der Deutzer Werft in Richtung Filzengraben und umgekehrt nutzen. Vor allem aber im Winter und bei Hochwasser wurde diese Fähre notwendig, denn dann wurde die Schiffbrücke ganz abgebaut und in den Deutzer Hafen geschleppt. Insgesamt fuhren drei kleine Boote (Düxer Böötche) ab 6.00 Uhr morgens bis 10.00 Uhr abends im Dreiminutentakt. Betreiber des Fährbetriebs war die Deutzer Reederei Georg Bruckwilder, die im Jahre 1896 ihr erstes Fährschiff auf der Werft J. Smit in Kinderdijk (Holland) bauen ließen. Das ehemalige Fährschiff "KÖLN DEUTZ I" ist heute ein schwimmendes Restaurant in Leer. 

## Unterhaltung, Feste, Attraktionen

### Der Puppenspieler Millowitsch
Wenn die Deutzer Schiffsbrücke geschlossen war, vertrieb der Puppenspieler Franz Andreas Millowitsch mit seinem kleinen, ambulanten Theater am Deutzer Ufer der Schiffsbrücke den Passanten die Zeit, bis ein Schiff vorbeigefahren war und die Brücke wieder für den Verkehr geöffnet wurde. Später eröffnete die Familie Millowitsch ein festes Theater in Köln.

### Brückenkonzerte
Beliebt waren auf der Schiffbrücke an Sonntagen die sogenannten Zweipennings Kunzääte. So konnte man für nur zwei Pfennig Brückenzoll die Nachmittagskonzerte der Preußischen Garnison aus Deutz hören.

### Kaisers Geburtstag
Alljährlich des Kaisers Geburtstag war die Brücke zollfrei. Viele Bürgerinnen und Bürger nutzten die Gelegenheit sozusagen umsonst, Köln oder Deutz zu besuchen. Auch die Jugend links- und rechtsrheinisch traf sich an diesem Tage mitten auf der Brücke, um ihre Rivalitäten hautnah auf der Brücke auszufechten, so dass es manchmal für die anderen Passanten gefährlich war, die Brücke zu passieren.

### Deutzer Schützenfest
Sehr beliebt bei den Kölnern war der Besuch des Deutzer Schützenfestes auf der Festwiese Vogelsrut am toten Rheinarm Schnellert. Der Betrieb auf der Schiffbrücke war an diesen Tagen so groß, dass die Brückenzollkassierer sogar auf sechs Mann verstärkt wurden.

### Badeanstalten

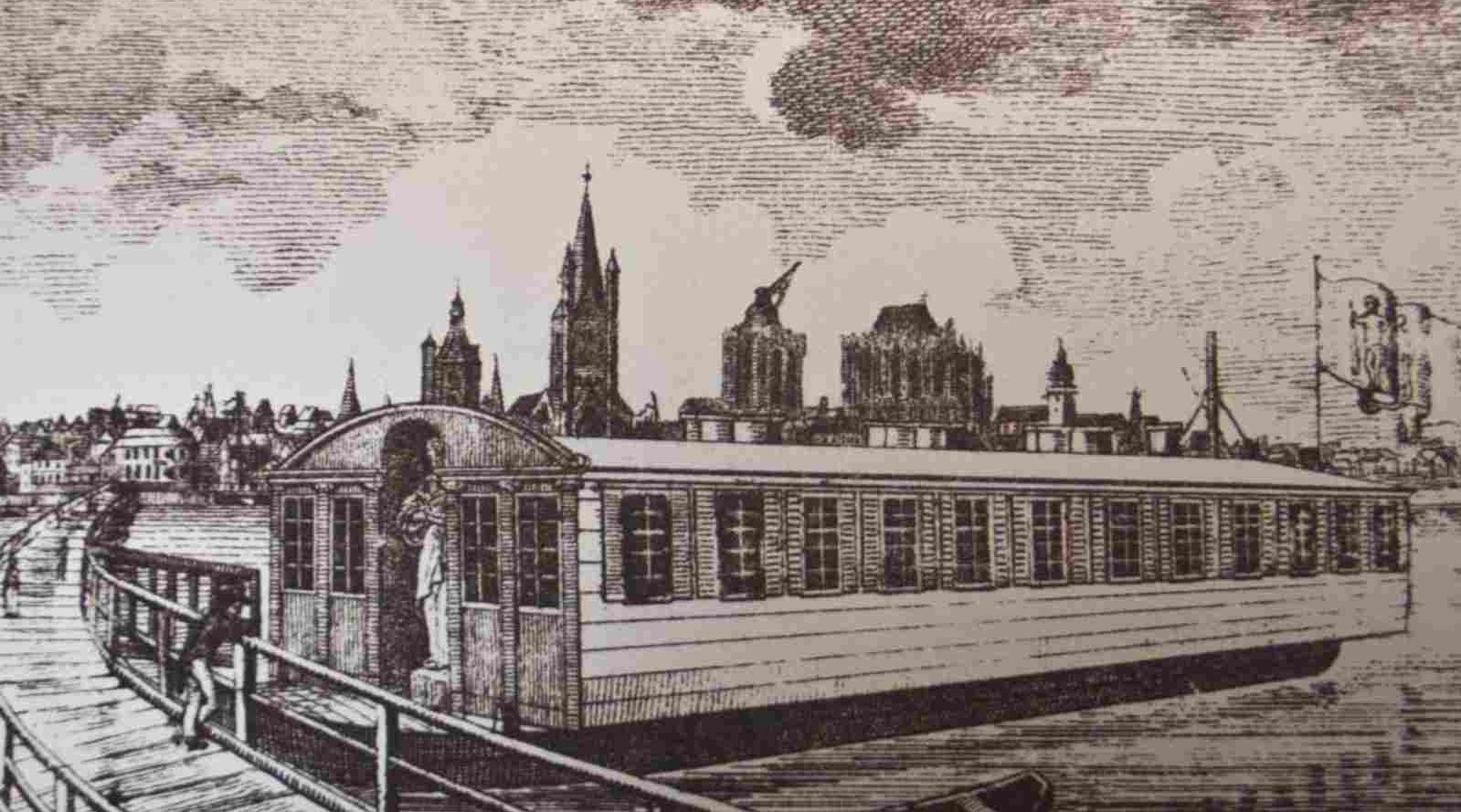
Badeschiff Köln

Im Jahre 1824 wurde ein fest verankertes Badeschiff an die Schiffsbrücke angebaut. Sie diente als Badeanstalt. Im Innern befanden sich 16 Wannen mit Umkleide- und Aufenthaltsräumen. Später wurden weitere Badeschiffe errichtet, in denen Herren und Damen getrennt baden konnten.

### Brauerei Sünner

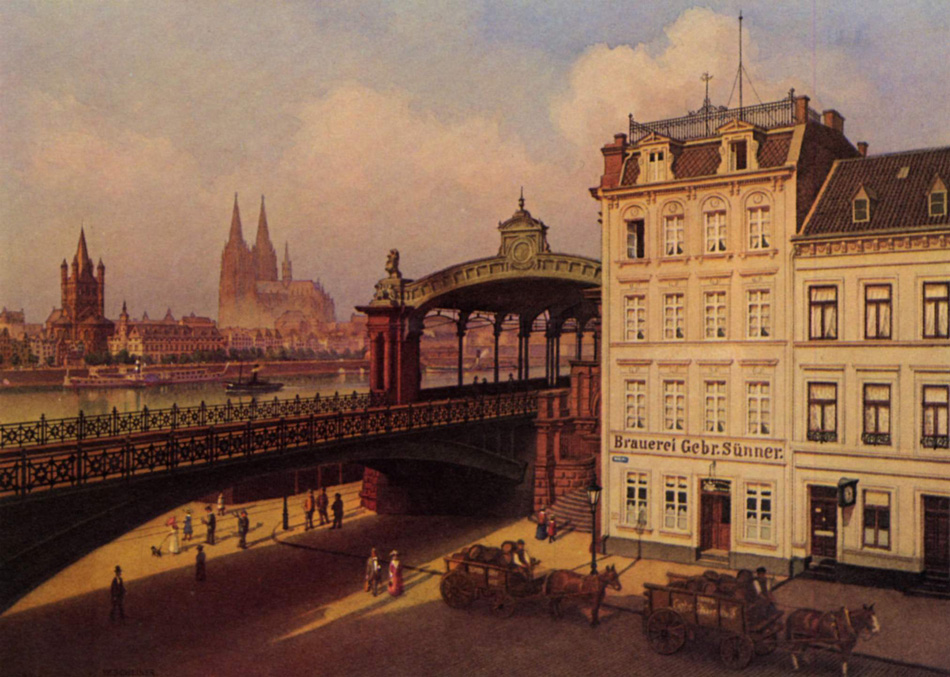
Deutzer Freiheit, Brauerei Sünner, Wilhelm Scheiner

Die Brauerei Sünner, die älteste Kölschbrauerei, lag an der Deutzer Freiheit direkt am Anleger der acht Jahre zuvor errichteten Schiffsbrücke. Grund für die Wahl des Standortes war, dass sich das Brückenzollhäuschen und das Flussschwimmbad ganz in der Nähe befanden. Die Brauerei wurde anfangs Zum Schiffgen genannt. 1882 wurde der Bahnhof Schiffbrücke der Bergisch-Märkischen Eisenbahn-Gesellschaft direkt vor dem Brauhaus eröffnet, so dass sich wegen der verkehrsgünstigen Lage der Umsatz des Gasthauses ständig steigerte.

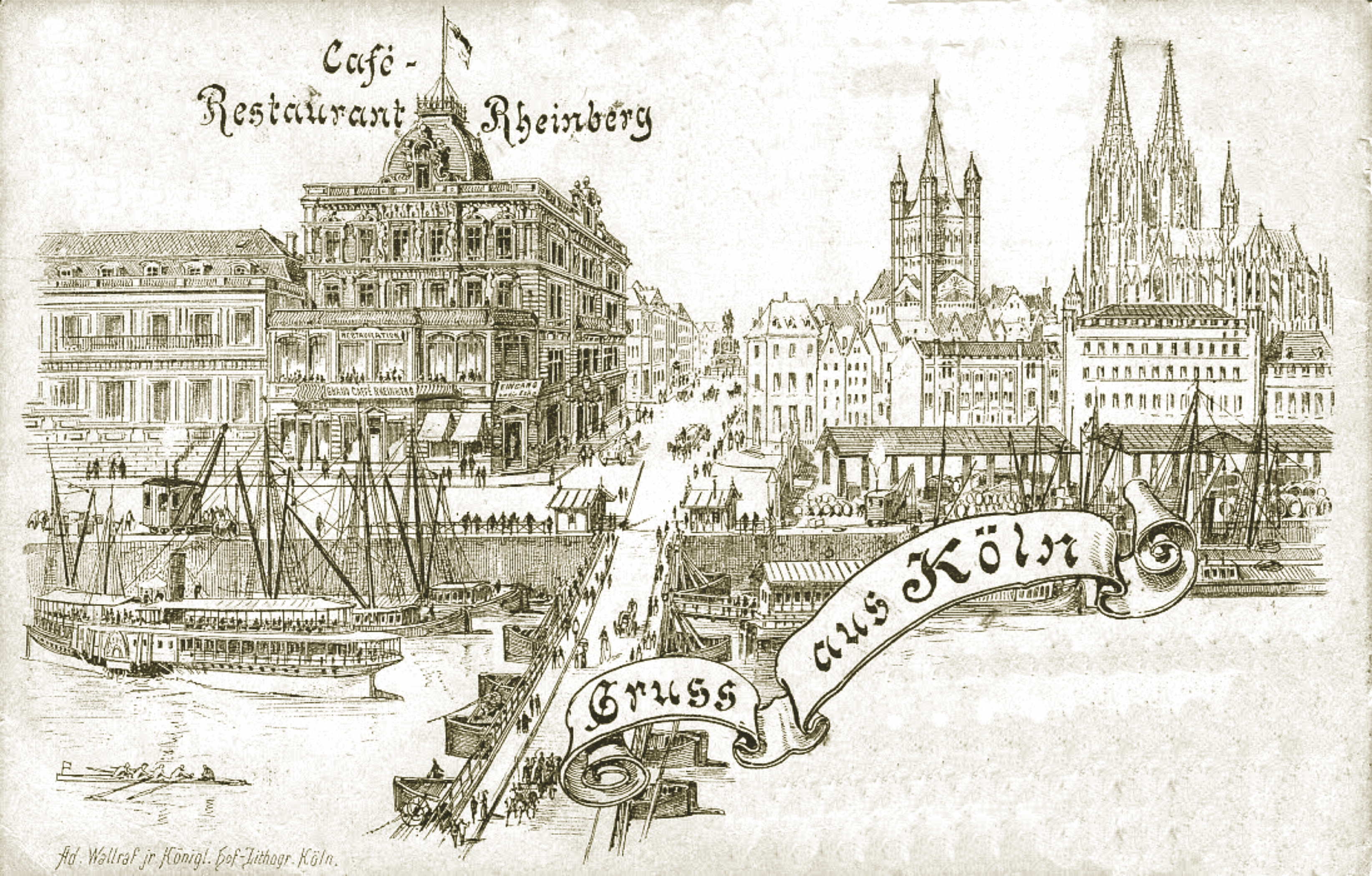
Café Restaurant Rheinberg

### Café Restaurant Rheinberg
Köln hatte um die Jahrhundertwende eine reiche Anzahl von Kaffeehäusern. Dazu gehörte auch das beliebte Café-Restaurant Rheinberg direkt an der Schiffbrücke Ecke Friedrich-Wilhelm-Straße und Leystapel. Nach Abbruch des alten Gebäudes „Grosser Rheinberg“ wurde hier ein Restaurant im ersten Stock eingerichtet, wo man eine wunderbare Aussicht auf den Rhein und Deutz hatte. Zum guten Umsatz trug natürlich die ideale Lage an der Kölner Anlegestelle der stark frequentierten Schiffbrücke bei. Gern kehrten die Gäste ein, wenn die Brücke geschlossen war, oder um sich die Zeit bis zur Abfahrt der Fähren zum zoologischen Garten oder nach Mülheim zu vertreiben. Das Café war auch gleichzeitig Treffpunkt des Kölner Schachclubs und anderer Vereine.

### Denkmal Bahnhof Schiffbrücke

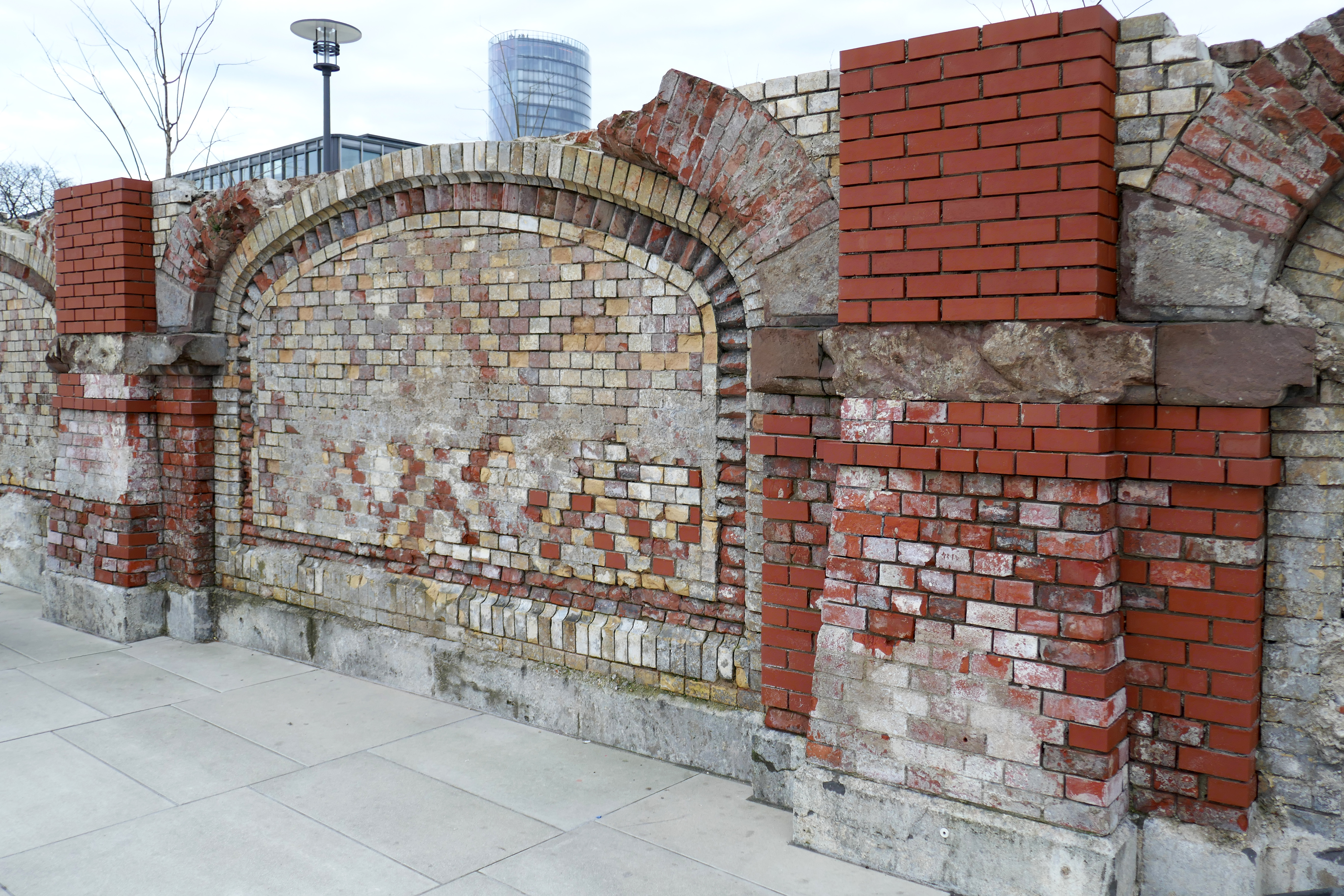
Mauerreste vom Bahndamm Bahnhof Schiffbrücke

Heute ist von der Deutzer Schiffbrücke nichts mehr zu sehen. Zwei Bögen der alten Bahndammmauer vom „Bahnhof Schiffbrücke“, sowie die Fundamente der Drehscheibe der „Bergisch-Märkischen-Eisenbahn“, kann man aber in der Nähe der Deutzer Brücke im Historischen Park Deutz, am Rheinboulevard, besichtigen.

### „Et Bolze Lott“, Schmugglerin an der Markmannsgasse
Im 19. Jahrhundert wurden über die Deutzer Schiffbrücke gern Kaffee, Tabak und Zucker nach Köln geschmuggelt. Am Markmannsgassentor (später Friedrich-Wilhelm-Tor) kontrollierten deshalb Zollbeamte die Passanten, erhoben Abgaben und Wegegelder und verwalteten die Zölle. Frauen waren aufgrund ihrer aufwändigen Krinolinenkleider im Vorteil, sie wurden deshalb besonders gern zum Transport der begehrten Waren eingesetzt und übten sowohl Gelegenheitsschmuggel für den Hausgebrauch als auch Zollbetrug in großem Stil aus. Besonders wirksam auf diesem Gebiet war das Kölner Original Scholastika Bolz, genannt "Et Bolze Lott" (1825–1902). Sie war der Schrecken aller Zollbeamten und war dafür bekannt, dass sie sich mit etlichen Kilogramm Beute unter dem Reifrock immer schlagkräftig gegen Kontrollen wehrte. Am Kölner Frauenbrunnen „An Farina“ ist eine zeitgenössische Frauenfigur abgebildet, die dieser Person entsprechen könnte.

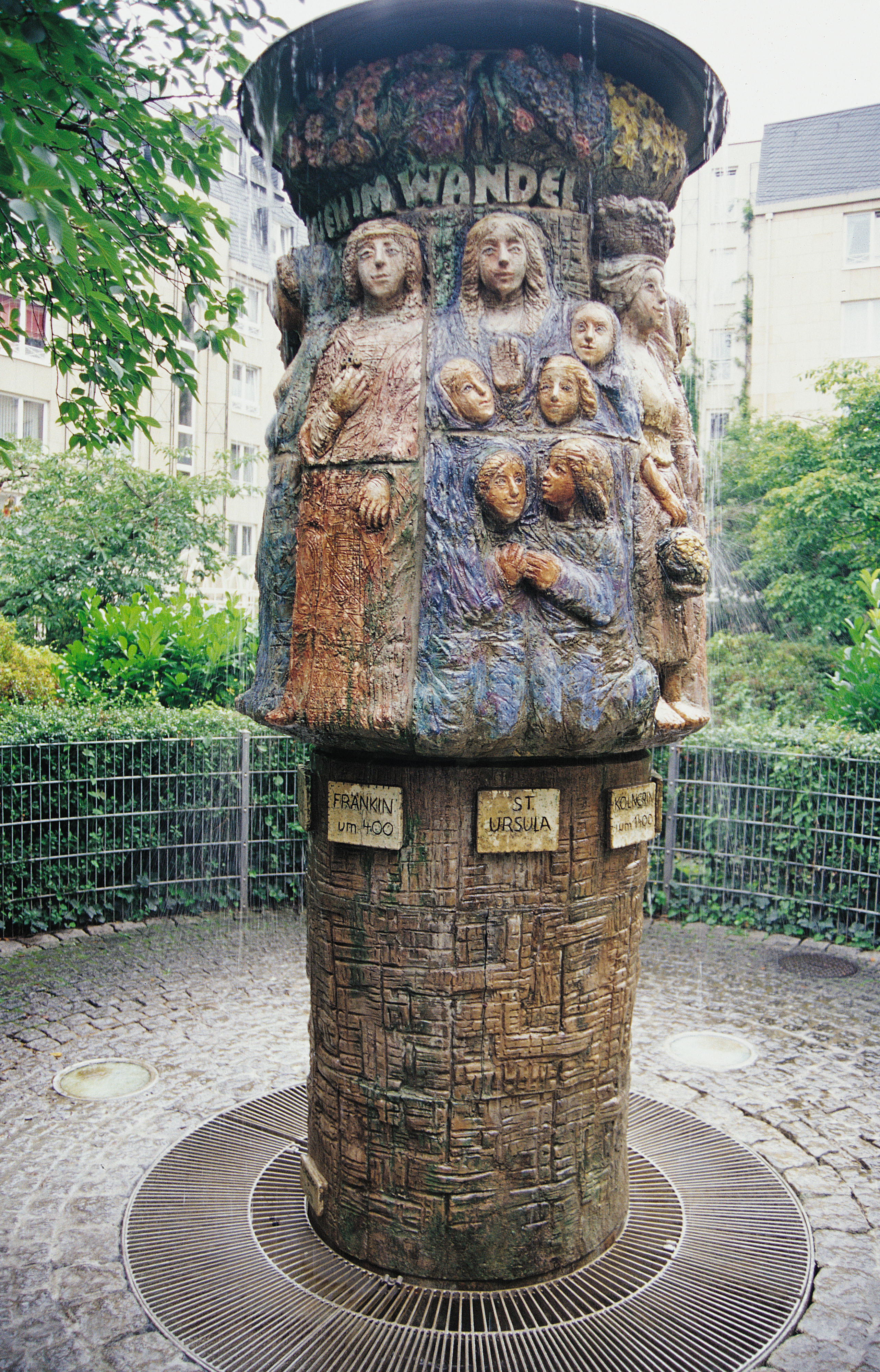
Starke Kölner Frauen, Originale